# Песчанка (Самойловский район)
Песчанка — село в Самойловском районе Саратовской области Российской Федерации, является административным центром Песчанского муниципального образования.

## География
Село, является административным центром Песчанского муниципального образования, расположено в северной части Самойловского района на правом берегу реки Терсы, в 14 километрах от районного центра Самойловка и в 163 километрах от областного центра города Саратова.

## Население
По данным переписи населения в 2010 году в селе проживали 704 человека, из них мужчин 339 и женщин 365.

## История
В ранние средние века на месте Песчанки находилось монгольское поселение, после которого остались курганы, просуществовавшие до конца XVIII века.
Современная Песчанка была основана во второй половине XVIII века беглыми помещичьими крестьянами из Киевской, Волынской, Черниговской и других украинских губерний. Земли по берегам Терсы в то время не были заселены, и переселенцы свободно занимали их и возделывали по праву первой заимки.
В 1786 году песчанские малороссы изъявили желание возвести в слободе православный храм. Его строительство началось в 1795 году. Завершилась постройка в 1796 году, освятили новый храм во имя Покрова Божией Матери год спустя.
(13) ноября 1889 года при Покровском храме начала работу школа грамотности. Помимо неё к 1890-м годам в слободе также открылись две земские школы.
В советские годы Песчанка стала центром одноимённого сельсовета Самойловской волости. В 1929 году песчанские крестьяне объединились в колхоз «12 лет Октябрьской революции».
Покровскую церковь закрыли в 1930 году и разместили в ней колхозную кладовую. Купол и колокольню снесли, ограду разобрали на кирпичи под Криушинский детский городок, но затем продали и потратили вырученные средства на зарплату учителям и ветеринару. 28 марта 1933 года здание передали под клуб, позже полностью разрушили. Преображенская церковь прекратила работу в 1933 году. Ценные вещи были переданы сельсовету, остатки убранства разграбили в 1934 году.
Великая Отечественная война унесла жизни 227 жителей Песчанки.
2 ноября 1967 года было торжественно открыто современное здание школы на 18 классов, со спортивным и актовым залами, ленинской и пионерской комнатами.
В поздний советский период село было центром Песчанского сельсовета и центральной усадьбой колхоза «12 лет Октября».

## Инфраструктура
В населённом пункте сегодня действуют средняя общеобразовательная школа-филиал, дом культуры, отделение связи, больница, магазины.
На базе колхоза после распада СССР было создано фермерское хозяйство «Песчанское».

## Известные личности
Уроженцами Песчанки являются:
- общественный деятель, издатель «Саратовского листка», член СУАК Иван Парфёнович Горизонтов;
- участник Великой Отечественной войны, Герой Советского Союза Иван Анисимович Масычев;
- советский генерал-майор, министр внутренних дел Северо-Осетинской АССР (1980—1985), первый заместитель министра внутренних дел РСФСР (1991—1992) Комиссаров Вячеслав Сергеевич.

## Уличная сеть
В селе расположены следующие улицы: Козинка, Калинина, Ленина, Пионерская, Березовка, Коллективная, Лесная.

## Примечание
1. ↑  Всероссийская перепись населения 2010 года. Численность и размещение населения Саратовской области
2. ↑  БОЛЬШАЯ САРАТОВСКАЯ ЭНЦИКЛОПЕДИЯ : Самойловский район: Песчанка. saratovregion.ucoz.ru. Дата обращения: 26 апреля 2018. Архивировано 2 мая 2018 года.
3. ↑  Administrator. История и современность. sam64.ru. Дата обращения: 26 апреля 2018. Архивировано 26 апреля 2018 года.